# Погоанеле
Погоанеле (рум. Pogoanele) — місто у повіті Бузеу в Румунії. Адміністративно місту також підпорядковане село Келдерешть (населення 2151 особа, 2002 рік).
Місто розташоване на відстані 88 км на північний схід від Бухареста, 28 км на південний схід від Бузеу, 99 км на південний захід від Галаца, 135 км на південний схід від Брашова.

## Населення
За даними перепису населення 2002 року у місті проживали 7795 осіб.
Національний склад населення міста:
| Національність | Кількість осіб | Відсоток |
| -------------- | -------------- | -------- |
| румуни         | 7611           | 97,6%    |
| цигани         | 182            | 2,3%     |
| українці       | 1              | < 0,1%   |
| німці          | 1              | < 0,1%   |

Рідною мовою назвали:
| Мова       | Кількість осіб | Відсоток |
| ---------- | -------------- | -------- |
| румунська  | 7756           | 99,5%    |
| циганська  | 37             | 0,5%     |
| угорська   | 1              | < 0,1%   |
| українська | 1              | < 0,1%   |

Склад населення міста за віросповіданням:
| Релігія                             | Кількість осіб | Відсоток |
| ----------------------------------- | -------------- | -------- |
| православні                         | 7785           | 99,9%    |
| баптисти                            | 2              | < 0,1%   |
| юдеї                                | 2              | < 0,1%   |
| адвентисти                          | 1              | < 0,1%   |
| бретрени                            | 1              | < 0,1%   |
| лютерани                            | 1              | < 0,1%   |
| лютерани (Аугсбурзького сповідання) | 1              | < 0,1%   |

## Зовнішні посилання
- Дані про місто Погоанеле на сайті Ghidul Primăriilor